# Wheels of Steel
Wheels of Steel е вторият студиен албум на английската хевиметъл група Саксън. Издаден е през 1980 г. и завоюва платинен статут по продажби.
Темата на 747 (Strangers in the Night) е за спирането на електричеството в Ню Йорк, което принуждава самолетите да останат във въздуха, и един скандинавски полет прави принудително кацане в летище Кенеди по тъмно.
Заглавната песен е включена във видеоиграта Гранд Тефт Ауто: Епизоди от Либърти Сити (Grand Theft Auto IV: The Lost and Damned and Grand Theft Auto: The Ballad of Gay Tony) и Брутал Леджънд. Тя е кавърирана от Ел Ей Гънс в албума Rips the Covers Off.

## Критическа реакция
Албумът получава сравнително позитивни реакции от критическата гилдия, и днес е смятан за класически метъл албум, който помага за дефинирането на жанра. Канадският писател Мартин Попов определя Wheels of Steel като „квалифицирана класика“ и „една от малкото структуроопределящи плочи“; за него това е „запис с мисия, който може да поеме отговорност като представител на легионите английски моторджии с тенденция към обичайните метъл фенове.“
Албумът в крайна сметка се пласира на платинените продажби в Обединеното кралство.

## Списък на песните
Съдържание на всички песни Биф Бифърд, Пол Куин, Греъм Оливър, Стив Доусън и Пит Гил. 
| 1. | Motorcycle Man               | 3:56 |
| 2. | Stand Up and Be Counted      | 3:09 |
| 3. | 747 (Strangers in the Night) | 4:58 |
| 4. | Wheels of Steel              | 5:58 |

| 5. | Freeway Mad           | 2:41 |
| 6. | See the Light Shining | 4:55 |
| 7. | Street Fighting Gang  | 3:12 |
| 8. | Suzie Hold On         | 4:34 |
| 9. | Machine Gun           | 5:23 |

| 10. | Judgement Day (live)                | 5:38 |
| 11. | Wheels of Steel (7" version)        | 4:30 |
| 12. | See the Light Shining (live)        | 5:31 |
| 13. | Wheels of Steel (live)              | 9:27 |
| 14. | 747 (Strangers in the Night) (live) | 4:56 |
| 15. | Stallions of the Highway (live)     | 3:18 |

| 10. | Suzie Hold On (1980 demo rehearsal)                                  | 5:26 |
| 11. | Wheels of Steel (1980 demo rehearsal)                                | 6:31 |
| 12. | Stallions of the Highway (live, b-side 747 (Strangers in the Night)) | 3:35 |
| 13. | Motorcycle Man (live)                                                | 3:37 |
| 14. | Freeway Mad (live)                                                   | 2:24 |
| 15. | Wheels of Steel (live)                                               | 5:26 |
| 16. | 747 (Strangers in the Night) (live)                                  | 4:47 |
| 17. | Machine Gun (live)                                                   | 6:16 |

## Творчески състав
- Биф Бифърд – вокали
- Греъм Оливър – китара
- Пол Куин – китара
- Стив Доусън – бас-китара
- Пит Гил – барабани